# Дончо Атанасов
Дончо Атанасов е български футболист, ляво крило. Роден е на 2 април 1983 г. в Стара Загора. Висок е 180 см и тежи 75 кг. Юноша на Берое. Футболист на Ботев (Гълъбово).
Играл е за военния футболен отбор Армеец (Сливен) (2001), Берое (2002-2003), Берое II (2004) и Миньор (Раднево) (2004-2006). През пролетта на 2007 г. се завръща в Берое. Има 4 мача за младежкия национален отбор. Атанасов е автор на победния гол за Берое в мача срещу Черноморец (Поморие) във финала за купата на България. След това носи екипите на Черно море (Варна), Любимец, Хасково, полския Лимановия Лиманова и Верея (Стара Загора).

## Кариера
Юноша е на Берое. Дебютира за заралии на 9 февруари 2002 срещу Литекс. Докато отбива военната си служба играе за Армеец (Сливен), след което се завръща в родния тим, но не успява да се утвърди. След това преминава в Миньор (Раднево), където се превръща в основен футболист и голмайстор на тима. С добрите си изяви старозагорецът привлича вниманието на Димитър Димитров – Херо, който желае да го привлече в Черноморец, но Атанасов се завръща в Берое. През 2008 отборът се разпада и Дончо изкарва проби в Сливен, но след като Берое е възстановен, се завръща в родния си клуб. На 5 май 2010 вкарва победният гол за заралии на финалът за купата на България срещу Черноморец (Поморие). През лятото на същата година преминава в Черно море. Там за 2 години и половина записва 58 срещи и вкарва 8 попадения. В началото на 2013 се завръща в Берое.

## Успехи
Берое (Стара Загора)
- Купа на България - 2010